# Julien Rodriguez
Julien Rodriguez (ur. 11 czerwca 1978 w Beziers) – piłkarz francuski grający na pozycji środkowego obrońcy.

## Kariera klubowa
Rodriguez jest wychowankiem klubu FC Istres. Już w sezonie 1994/1995 zadebiutował w jego barwach w trzeciej lidze. W Istres występował przez trzy lata, ale nie zdołał z nim awansować do Ligue 2. Latem 1997 Rodriguez przeszedł do AS Monaco, ale w Ligue 1 po raz pierwszy wystąpił dopiero półtora roku później, a konkretnie 16 stycznia 1999 w zremisowanym 1:1 meczu z RC Lens. Zajął wówczas z Monaco 4. miejsce w lidze, a w 2000 wywalczył mistrzostwo, jednak w tym okresie był tylko rezerwowym i zagrał zaledwie w 13 spotkaniach. W sezonie 2000/2001 Julien wystąpił w Lidze Mistrzów. W kolejnych sezonach Monaco grało jednak słabo i zajmowało miejsca w środku tabeli dopiero w 2003 roku wywalczył wicemistrzostwo kraju, a Rodriguez był już wówczas podstawowym zawodnikiem klubu. Zdobył wtedy też Puchar Ligi Francuskiej. W 2004 roku zajął w lidze 3. miejsce, a także dotarł do finału Ligi Mistrzów, w którym francuski klub przegrał 0:3 z FC Porto. W 2005 roku również zajął z ASM miejsce na najniższym stopniu podium.
Latem 2005 Rodriguez odszedł do Rangers F.C., a szkocki klub zapłacił za niego milion funtów. Z Rangersami nie został jednak mistrzem kraju, a do tego na skutek rotacji w składzie wystąpił w 30 meczach wszystkich rozgrywek. Miał być ważnym ogniwem zespołu prowadzonego przez rodaka Paula Le Guena, ale ten w połowie sezonu został zwolniony i Julien także postanowił odejść z klubu w przerwie zimowej.
W styczniu 2007 Rodriguez podpisał kontrakt z Olympique Marsylia. W klubie z Lazurowego Wybrzeża wywalczył miejsce w wyjściowej jedenastce i swoją grą w obronie walnie przyczynił się do zdobycia wicemistrzostwa Francji. W kolejnych sezonach był tylko rezerwowym. Wraz z OM zdobył Puchar Ligi Francuskiej i mistrzostwo Francji w 2010.
| Sezon                             | Klub                              | Kraj                              | Rozgrywki                         | Mecze | Bramki |
| --------------------------------- | --------------------------------- | --------------------------------- | --------------------------------- | ----- | ------ |
| 1994/95                           | FC Istres                         | Francja                           | Championnat National              | 8     | 0      |
| 1995/96                           | FC Istres                         | Francja                           | Championnat National              | 15    | 1      |
| 1996/97                           | FC Istres                         | Francja                           | Championnat National              | 24    | 4      |
| 1997/98                           | AS Monaco                         | Francja                           | Ligue 1                           | 0     | 0      |
| 1998/99                           | AS Monaco                         | Francja                           | Ligue 1                           | 10    | 0      |
| 1999/00                           | AS Monaco                         | Francja                           | Ligue 1                           | 3     | 0      |
| 2000/01                           | AS Monaco                         | Francja                           | Ligue 1                           | 18    | 0      |
| 2001/02                           | AS Monaco                         | Francja                           | Ligue 1                           | 16    | 0      |
| 2002/03                           | AS Monaco                         | Francja                           | Ligue 1                           | 26    | 0      |
| 2003/04                           | AS Monaco                         | Francja                           | Ligue 1                           | 35    | 0      |
| 2004/05                           | AS Monaco                         | Francja                           | Ligue 1                           | 18    | 2      |
| 2005/06                           | Rangers F.C.                      | Szkocja                           | Scottish Premier League           | 21    | 1      |
| 2006/07                           | Rangers F.C.                      | Szkocja                           | Scottish Premier League           | 13    | 0      |
| 2006/07                           | Olympique Marsylia                | Francja                           | Ligue 1                           | 16    | 0      |
| 2007/08                           | Olympique Marsylia                | Francja                           | Ligue 1                           | 21    | 3      |
| 2008/09                           | Olympique Marsylia                | Francja                           | Ligue 1                           | 5     | 0      |
| 2009/10                           | Olympique Marsylia                | Francja                           | Ligue 1                           | 0     | 0      |
| 2010/11                           | Olympique Marsylia                | Francja                           | Ligue 1                           | 0     | 0      |
| Łącznie w Ligue 1                 | Łącznie w Ligue 1                 | Łącznie w Ligue 1                 | Łącznie w Ligue 1                 | 168   | 5      |
| Łącznie w Scottish Premier League | Łącznie w Scottish Premier League | Łącznie w Scottish Premier League | Łącznie w Scottish Premier League | 34    | 1      |

## Kariera reprezentacyjna
W lutym 2007 Rodriguez otrzymał pierwsze powołanie od selekcjonera Raymonda Domenecha do reprezentacji Francji. Jednak w przegranym 0:1 towarzyskim spotkaniu z Argentyną nie wystąpił.